# Pousada de Ourém
A Pousada de Ourém, ou Pousada Conde de Ourém, estando instalada num edifício histórico designado por Capela e Hospital da Santa Casa da Misericórdia de Ourém, localiza-se na cidade de Ourém, na atual freguesia de Nossa Senhora das Misericórdias, integrando a rede Pousadas de Portugal.
Encontrando-se a poucos quilómetros de Fátima, situa-se dentro das muralhas medievais, no centro histórico de Ourém, onde ocupa três casas, também medievais, oferecendo cerca de trinta quartos à escolha dos seus hóspedes.
Além do contexto histórico em que se inscreve, o visitante aprecia a vista do vale da ribeira de Seiça e do Santuário de Fátima.